# Asté
Asté é uma comuna francesa na região administrativa de Occitânia, no departamento dos Altos Pirenéus. Estende-se por uma área de 26,67 km², Em 2010 a comuna tinha 578 habitantes (densidade: 21,7 hab./km²)..